# Монастирок (цвинтар)
Цвинтар «Монастирок» — давній міський цвинтар у Коломиї, Івано-Франківської області.
Цвинтар «Монастирок», або так званий український, знаходиться при вул. Карпатській, біля Церкви Благовіщення Пречистої Діви Марії в Коломиї.

## Історія
Ховати на цвинтарі почали з першої половини ХІХ ст. Тут зберігся залізний хрест з бетонною підставкою (в шіані записаний під номером V), «поставлений на пам'ятку посвячення цвинтаря 30.09.1907 року». Хрест свідчить про те, що з цього приблизно місяця у 1907 року цвинтар розширювався на північ. Кам'яний хрест перевезли в 1969 році з площі М. Ірчана. На ньому є напис з інформацією, що в 1909 році його поставлено на тому місці, де була церква св. Михайла, побудована 1751 року.
На цвинтарі знаходиться символічна могила насипана громадянами міста у 1920-х роках для вшанування пам'яті полеглих під час Першої світової війни Січових стрільців — уродженців Коломиї і Коломийщини.
Братська могила військовослужбовців МВС-МДБ та партійних і радянських активістів, полеглих у сутичках із підрозділами УПА.

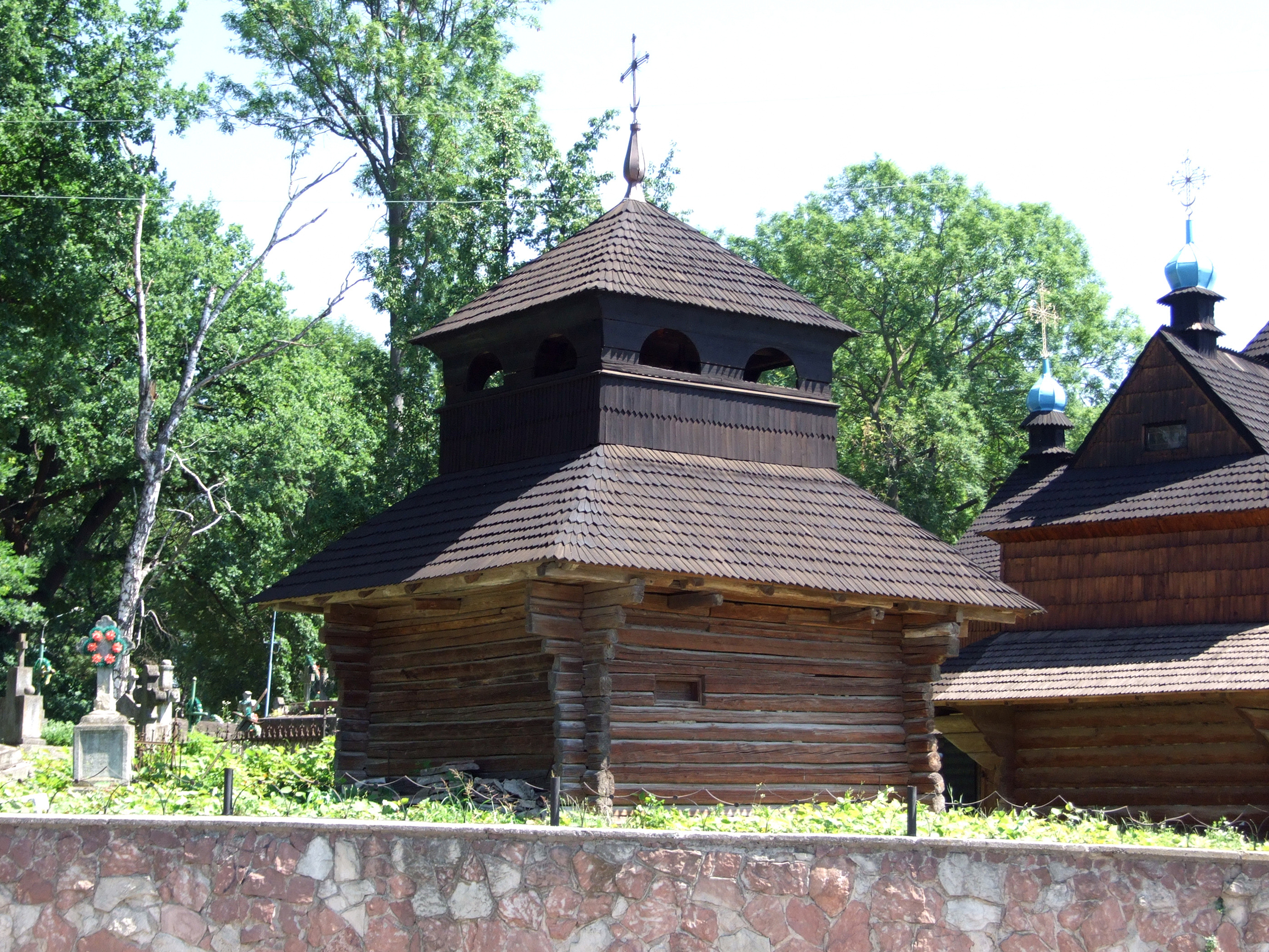
Дзвіниця Церкви Благовіщення

### Церква Благовіщення
Одразу при вході на цвинтар, зліва від головної алеї, стоїть церква Благовіщення. В народі її називали «монастирською», бо в давнину, за народними переказами, знаходився біля церкви монастир. 1589 року татари зруйнували дощенту всю Коломию, не пощадили й монастиря та церкви. В радянський період церква довгий час не функціонувала, а 1988 році в ній відкрито музей писанок. У 1990 році, на прохання релігійної громадськості, приміщення знову повернено під церкву. На захід від цієї церкви у XVIII ст. побудовано дзвіницю.

## Назва цвинтаря
Цвинтар отримав назву «Монастирок» від церква Благовіщення, котру в народі називали «монастирською», бо в давнину, за народними переказами, знаходився біля церкви монастир.

## Відомі поховання
На цьому цвинтарі «Монастирок» поховані зокрема:
- Теофіль Атаманюк (1892 — 1963) — четар УГА, вчитель;
- Іван Баб'юк (30 квітня 1892, Кути — 15 лютого 1965, Коломия) — український освітній діяч, професор гімназії, сотник УГА, комендант станції Коломия.
- Володимир Багнюк (1914 — 1995) — священик УГКЦ.
- Бенцаль Микола Гнатович (24 травня 1891, с. Курівці — 9 вересня 1938, Коломия) — український актор, режисер, театральний діяч.
- Біберович Іван (1854 — 15 листопада 1920) — український актор, режисер і директор українського театру в Галичині.
- Біберовичева Іванна Антонівна (з дому — Коралевич; 30 грудня 1861, с. Фалиш — 7 вересня 1937, м. Коломия) — українська актриса (сценічний псевдонім до 1879 — Ляновська).
- Білоус Михайло Іванович (24 листопада) 1838, с. Новий Витків — 8 вересня 1913) — український видавець, редактор, журналіст, громадсько-політичний і культурно-освітній діяч.
- Теодор Білоус (27 липня 1827, Новий Витків — 15 лютого 1892, Коломия) — український громадський, культурно-освітній діяч, педагог, директор гімназії, літератор, видавець.
- Іван Винниченко (1891 — 1940) — четар УСС, адвокат.
- Ганна Бойчук-Гаврилюк (1899 — 1957) — старший санітар УСС, вчителька.
- Фелікса Барана (1885 — 1940) — хорунжий УСС та УГА, музикант, викладач музики.
- Осип Бійовський (26 серпня 1889 — 9 травня 1936) — громадсько-просвітницький діяч, хорунжий УСС, четар УГА.
- Микола Вишиванюк (1859 — 1941) — управитель школи.
- Юлія Вишиванюк (1872 — 1946) — вчителька.
- Ілько Візекарнюк (26 липня 1884 — 12 жовтня 1943) — хорунжий УГА, адвокат.
- Ігнатій Волчук (1878 — 1938) — священик, пароха Ключева Великого.
- Володимир Глинський (27 червня 1843 — 12 листопада 1920) — український культурно-громадський діяч, один з ініціаторів «Руської захоронки»; залишив вартісні спогади з 1916—1920 рр[2].
- Городиський де Братко (1877 — 1960) — поручник УСС, директор школи.
- Лука Данькевич (1791, Орява — 4 січня 1867, Коломия) — український письменник, байкар, священник, громадський діяч. Один з перших будителів українства на Галичині.
- Богдан Дольницький (19 березня 1886 — 20 грудня 1939) — український лікар, члена УЛТ. Закінчив Коломийську гімназію.
- Лев Дольницький (7 квітня 1859 — 20 грудня 1939) — культурно-громадський діяч, викладача української гімназії.
- Григорій Дрогомирецький (27 листопада 1889 — 13 жовтня 1958) — громадський діяч, викладач Рогатинської та Коломийської гімназій.
- Жуковецька Володимира Вільгельмівна — (5 травня 1871, Велика Вільшаниця — 1940) — українська галицька коломийська дитяча письменниця. Літературний псевдонім — Вільшанецька.
- Йосиф Завицький (1885 — 1958) — поручник УГА, заступник коменданта Коломиї, директор школи.
- Іван Зубенко (25 вересня 1888, Валуйки — 21 серпня 1940, Коломия) — український поет, прозаїк, драматург, публіцист, літературний критик, журналіст.
- Володимир Кобринський (16 жовтня 1873, с. Білоберезка — 7 жовтня 1958, м. Коломия) — український мистецтвознавець і етнограф, натхненник-організатор та перший директор Музею народного мистецтва Гуцульщини.
- Зенон Кирилович (23 серпня 1865 — 17 лютого 1919) — священик, диригент, композитор, катехит коломийських шкіл, другий (після Теодозія Курпяка) диригент хору «Боян» в Коломиї[3].
- Іван Кирилович (1892 — 19 лютого 1944) — хорунжий УСС, четар УГА, власник видавництва «Трембіта».
- Юліан Ковалів (13 січня 1890 — 16 липня 1958) — заслужений учитель УРСР.
- Стефанія Ковбуз (28 січня 1890 — 22 лютого 1930) — співачка.
- Олександр Козакевич (1873 — 7 січня 1952) — сотник УГА, лікар, засновник УЛТ в Коломиї.
- Андрій Кокодинський (9 січня 1891 — 25 листопада 1940) — український лікар-стоматолог, член Українського лікарського товариства з 1927 року та організатор духового оркестру при товаристві "Просвіта" в Новому Селі.
- Марія Колцуняк-Кузьма (6 грудня 1884 — 23 вересня 1922) — культурно-освітня діячка, письменниця.
- Ірина Лепканюк «Леся» (9 серпня 1924 — 3 серпня 1947) — референт пропаганди Коломийського окружного проводу УПА.
- Іван Могильницький (1894—1983) — український адвокат, громадсько-політичний діяч.
- Амбросій Нижанківський (8 квітня 1873, Коломия — 7 березня 1943, Коломия) — український актор та театральний балетмейстер.
- Симчич Мирослав 5 січня 1923 — 18 січня 2023, сотенний УПА, Герой України.Кирило Трильовський (6 травня 1864 , с. Богутин — 16 жовтня 1941, Коломия) — відомий галичанин, адвокат, доктор права, громадсько-політичний та культурно-освітній діяч.
- Дмитро Туринський (1891—1957) — старшина УГА, емп. Викладач музичної школи.
- Йосип Чайківський (1876—1938) — український педагог і культурно-освітній діяч.
- Андрій Чайковський (15 травня 1857, Самбір — 2 червня 1935, Коломия) — український письменник, громадський діяч, доктор права, адвокат у Галичині.
- Іван Чернявський (13 травня 1867 — 5 лютого 1959) — голова окружного суду в Коломиї, адвокат, громадський діяч, філателіст.
- Євген Цісик (9 вересня 1897 — 24 лютого 1956) — стрілець УСС, музикант (скрипка), диригент театрального оркестру, композитор. Написав музику до пісні «Тополя» на слова Т. Шевченка.
- Зенон Чолган (20 вересня 1894, с. Чернятин — 1969) — український військовий та громадський діяч, сотник УГА, учасник боїв за Львів 1918 — 1919 рр.